# FUBU
FUBUは、衣類会社である。創立者はJ・アレキサンダー・マーティン（J. Alexander MARTIN）、キース・ペリン（Keath PERRIN）、カール・ブラウン（Carl BROWN）、デイモンド・ジョン（Daymond JOHN）。 名前は"For Us, By Us"の頭文字から採られた当て字。 読み方は「フブ」、「フッブ」、「フーブ」、「フーブー」の4種が存在し、明確にされていない。

## 略歴
- 1992年5月、ニューヨーク市で設立。 Tシャツ、ラグビー・シャツ、ホッケー・ジャージー、フットボール・ジャージー、野球帽、靴、デニム・ジーンズなどを展開。
- 1998年のピーク時には、世界で年間約3億5000万ドル以上の収益を上げた。
- その後、FUBUは韓国企業・サムスンに吸収。アメリカでは2010年より「FB Legacy」として新しく生まれ変わっている。